# Sagamiscala globosa
Sagamiscala globosa is een slakkensoort uit de familie van de Epitoniidae. De wetenschappelijke naam van de soort is voor het eerst geldig gepubliceerd in 1971 door Masahito, Kuroda & Habe.